# Raoul Gueguen
Raoul Gueguen   (Garlan, 20 de juny de 1947) és un pentatleta francès, ja retirat, que va competir durant les dècades de 1960 i 1970. És germà del també pentatleta Michel Gueguen.
Durant la seva carrera esportiva va prendre part en dues edicions dels Jocs Olímpics d'Estiu. El 1968, a Ciutat de Mèxic, va aconseguir els millors resultats, amb una medalla de bronze en la competició per equips del programa de pentatló modern. Formà equip amb Lucien Guiguet i Jean-Pierre Giudicelli. En la prova individual fou sisè. Quatre anys més tard, als Jocs de Múnic, tornà a disputar dues proves del programa de pentatló modern. Destaca la setena posició en la competició per equips.